# Брянчаніново
Брянчані́ново (рос. Брянчаниново) — село у складі Асекеєвського району Оренбурзької області, Росія.

## Населення
Населення — 130 осіб (2010; 158 у 2002).
Національний склад (станом на 2002 рік):
- росіяни — 69 %